# Иудаизм в Швеции

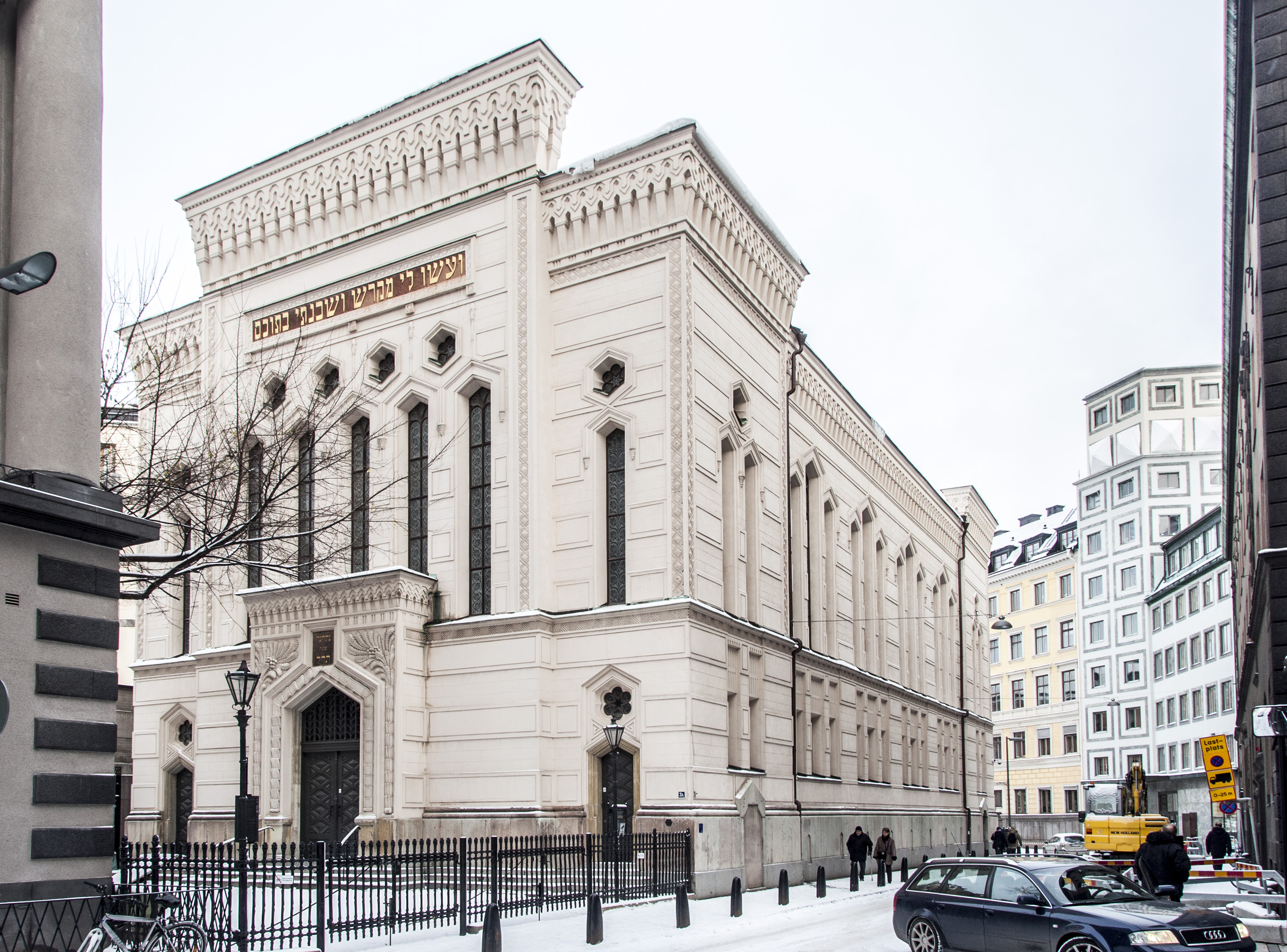
Большая синагога Стокгольма

Иудаизм в Швеции (швед. Judar i Sverige) — совокупность религиозных и культурных традиций евреев, исторически проживающих на территории Швеции.

## История
По указу 1782 года на территории шведского протектората черта еврейской оседлости была ограничена лишь тремя большими городами — Стокгольмом, Норчёпингом и Гётеборгом, что исключало поселение евреев в других городах и провинциях Швеции.
В 1870 году евреям в Швеции были предоставлены полные гражданские права.
Накануне Второй мировой войны в период 1933—1939 годов в Швецию, сохранявшую нейтралитет, эмигрировало около 3 тысяч евреев, спасавшихся от Холокоста. В 1942 году спасаясь от холокоста в Норвегии в Швецию переехало около 900 норвежских евреев. В 1943 году около 8 тысяч датских евреев также переселилось в Швецию.